# 唐冠螺
唐冠螺（学名：Cassis cornuta），也称冠螺，主要分布于世界暖海，贪食双壳类软体动物，马来西亚、印度尼西亚、中国南海、台湾都有分布，常栖息在低潮线下。唐冠螺是世界四大名螺之一。

## 特征

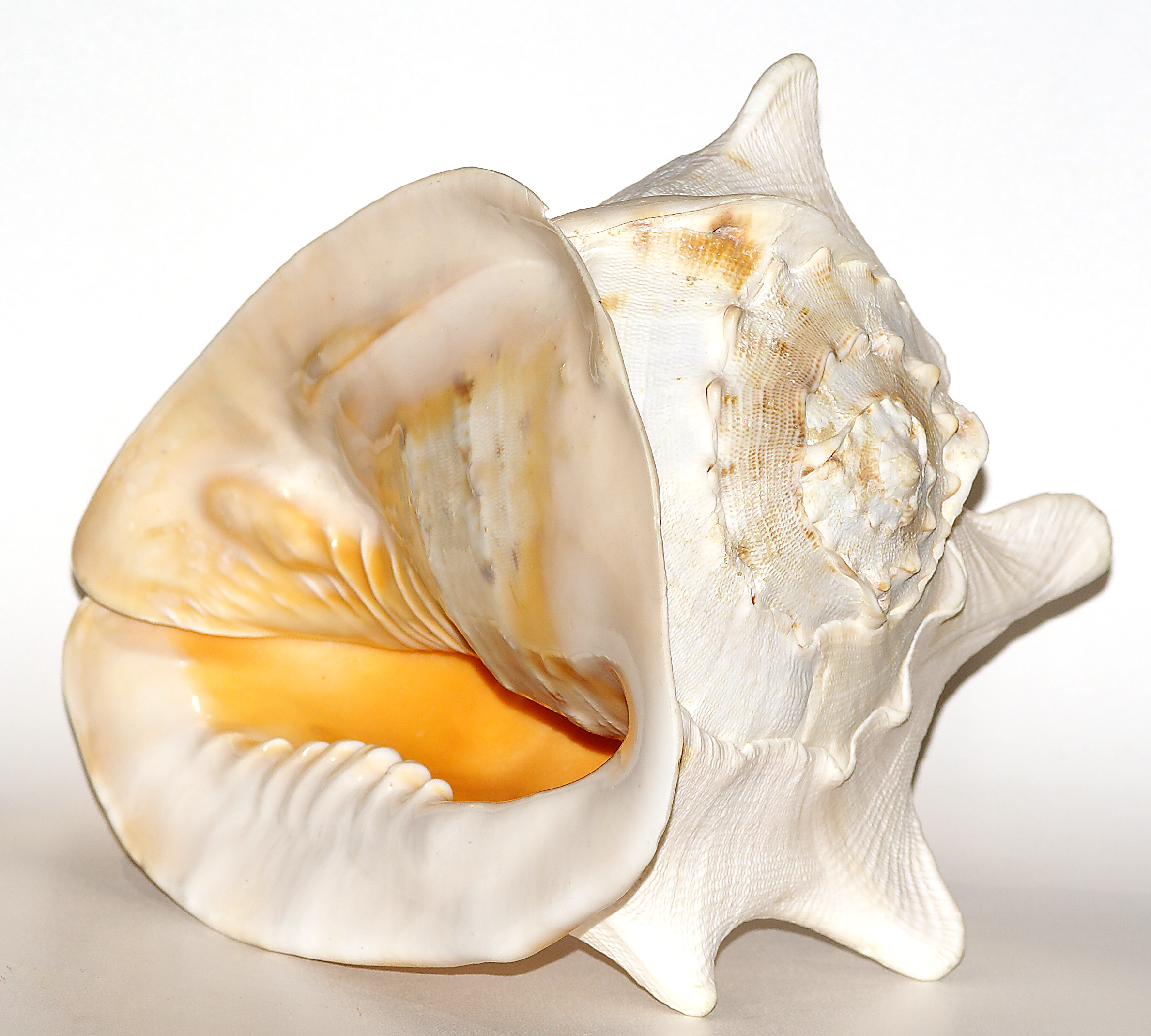
唐冠螺

贝壳大而坚厚，最大的长30厘米左右，全壳呈帽状，体螺层非常发达，而螺旋部很小。口面肉色、光泽，外唇翻向外上方，内唇向内卷折，口狭长有齿状突起，前方呈水管状。其形状象唐代的冠帽，故名。